# Hitt
Hitt (arab. هيت) – miejscowość w Egipcie, w muhafazie Al-Minufijja. W 2006 roku liczyła 7217 mieszkańców.